# Michael Atiyah
Pour les articles homonymes, voir Atiyah.
Sir Michael Francis Atiyah, né le 22 avril 1929 à Londres et mort le 11 janvier 2019, est un mathématicien anglais d'origine libanaise, fils de l'écrivain Edward Atiyah. Il est professeur à l'université d'Oxford, à l'université de Cambridge et à l'université de Princeton. Membre de la Royal Society depuis 1962, il en est président de 1990 à 1995. Il est lauréat de la médaille Fields 1966, du prix Abel 2004 et de la Grande médaille de l'Académie française des sciences 2010.

## Biographie
Les parents de Michael Atiyah, Jean Levens, fille d’un pasteur du Yorkshire d’origine écossaise et Edward Selim Atiyah, fils d'un médecin libanais et chrétien orthodoxe, se rencontrent lors de leurs études supérieures à l'université d'Oxford. Michal Atiyah est leur fils aîné. Il fait ses études primaires à Khartoum, au Soudan (1934–1941) et ses études secondaires au Caire et à Alexandrie (1941–1945). Il retourne ensuite en Grande-Bretagne étudier à la grammar school de Manchester, extrêmement réputée pour les mathématiques, où il prépare l’examen d’entrée à Cambridge qu’il réussit en 1947. Il choisit alors de faire deux ans de service national (écourtés dans son cas pour lui permettre d'assister à des cours d’été à Cambridge), pendant lesquels il sert dans le Royal Electrical and Mechanical Engineers (Corps des ingénieurs royaux en électricité et mécanique), mais en profite pour lire des mathématiques. Il entreprend à partir de 1949 des études supérieures à Trinity College (Cambridge), obtenant en 1955 un doctorat sous la direction de William Vallance Douglas Hodge.
Il épouse la même année Lily Brown (1928-2018), une mathématicienne qui fait sa thèse avec Mary Cartwright à Girton College et a alors un poste à l’université de Londres ; ils ont trois fils.
Atiyah obtient alors une bourse de recherches du Commonwealth Fund pour passer l'année universitaire 1955-1956 à l'Institute for Advanced Study à Princeton, avec son épouse qui abandonne son poste pour l'accompagner. Il décrit cette année comme « extrêmement stimulante », une « année dorée ». Il rencontre à l'institut des mathématiciens dont les travaux jouent un rôle important dans son développement mathématique : Isadore Singer, Raoul Bott, Jean-Pierre Serre, Kunihiko Kodaira, Donald Spencer, Friedrich Hirzebruch.
À son retour à Cambridge, Atiyah est assistant pendant un an, puis lecturer à l'université et fellow de Pembroke College. En 1961, il part à l’université d’Oxford, où il est reader et fellow à St Catherine's College (1961–1963). Il est ensuite nommé professeur savilien de géométrie et fellow à New College (Oxford), où il reste six ans. Il retourne alors, avec un poste de professeur invité pour trois ans, à l’Institute for Advanced Study de Princeton, avant de revenir à Oxford, cette fois comme fellow de St Catherine's College et Royal Society Research Professor.
Dans les années 1990, Atiyah participe à la création de l’Institut Isaac-Newton pour les sciences mathématiques à Cambridge, dont il est le premier directeur de 1990 à 1996. Finalement, à partir de 1997 et jusqu’à sa mort au début de 2019, Atiyah est professeur émérite à l’Université d'Édimbourg.

## Carrière et responsabilités
Atiyah passe l'année académique 1955-1956 à l'Institute for Advanced Study, à Princeton, puis retourne à l'université de Cambridge, où il devient chercheur et assistant maître de conférences (1957-1958), puis maître de conférences et chargé de cours au Pembroke College, à Cambridge (1958-1961). En 1961, il s'installe à l'université d'Oxford, où il est lecteur et professeur au St Catherine's College (1961-1963). Il devient professeur de géométrie et professeur au New College (1963-1969). Il occupe pendant trois ans un poste de professeur à l'Institute for Advanced Study à Princeton, après quoi il retourne à Oxford en tant que Royal Society Research Professor et professorial fellow du New College. Puis en tant que professeur de la Royal Society et membre du St Catherine's College. Il a été président de la London Mathematical Society de 1974 à 1976.
Michael Atiyah a exercé de nombreuses responsabilités, à différentes échelles. Localement, il a été Master (c'est-à-dire directeur) de Trinity College (Cambridge) de 1990 à 1997 (en même temps que directeur de l'Institut Isaac-Newton) et Chancellor de l'université de Leicester de 1995 à 2005.
Nationalement, il est président de la London Mathematical Society de 1974 à 1976, de la Royal Society de 1990 à 1995 et de la Royal Society of Edinburgh de 2005 à 2008.
Internationalement, il a joué un rôle important dans la création du Panel interuniversitaire sur les affaires internationales, de l'Association des Académies européennes (ALLEA) et de la Société mathématique européenne.
Il a aussi présidé les Conférences Pugwash, en faveur du désarmement nucléaire, entre 1997 et 2002,.

## Recherches

### Collaborations

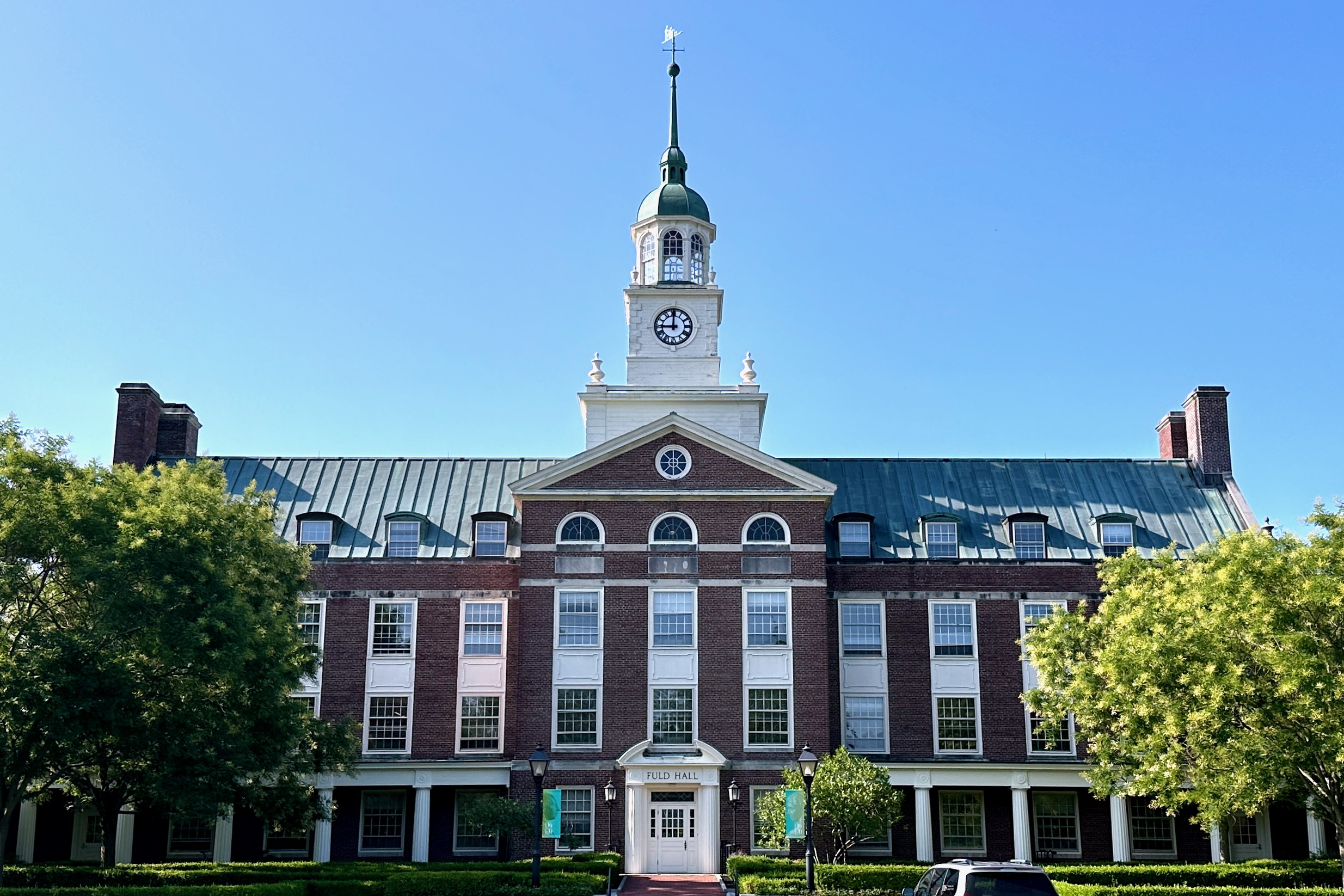
L'Institute for Advanced Study, à Princeton, où Atiyah a été professeur de 1969 à 1972.

Il a collaboré avec de nombreux mathématiciens, en particulier avec Raoul Bott, Friedrich Hirzebruch et Isadore Singer, tous rencontrés à l'Institute for Advanced Study à Princeton en 1955. Il a fondé la K-théorie avec Hirzebruch. Son résultat le plus connu est le théorème de l'indice d'Atiyah-Singer, qui peut être utilisé pour compter le nombre de solutions indépendantes de certaines équations différentielles. Plus récemment, il a travaillé sur des thèmes inspirés par la physique théorique, comme les instantons, utilisés dans la théorie quantique des champs.
Parmi ses autres collaborateurs, on peut citer ; J. Frank Adams (problème de l'invariant de Hopf (en)), Jürgen Berndt (plans projectifs), Roger Bielawski (problème de Berry-Robbins), Howard Donnelly (fonction L), Vladimir Drinfeld (instantons), Johan L. Dupont (singularités des champs de vecteurs), Lars Gårding (équation différentielle hyperbolique), Nigel Hitchin (monopôles), William V. D. Hodge (intégrales du second type), Michael Hopkins (K-théorie), Lisa Jeffrey (lagrangiens topologiques), John D. S. Jones (théorie de Yang-Mills), Juan Maldacena (théorie M), Yuri Manin (instantons), Nick Manton (Skyrmions), Vijay K. Patodi (asymétrie spectrale), A. N. Pressley (convexité), Elmer Rees (faisceaux de vecteurs), Wilfried Schmid (représentations en séries discrètes), Graeme Segal (K-théorie équivariante), Alexander Shapiro (algèbres de Clifford), L. Smith (groupes d'homotopie de sphères), Paul Sutcliffe (polyèdres), David O. Tall (anneaux lambda), John A. Todd (manifold de Stiefels), Cumrun Vafa (M-théorie), Richard S. Ward (instantons) et Edward Witten (théorie M, théories quantiques topologiques des champs).
Parmi les élèves d'Atiyah se trouvent Peter Braam 1987, Simon Donaldson 1983, K. David Elworthy 1967, Howard Fegan 1977, Eric Grunwald 1977, Nigel Hitchin 1972, Lisa Jeffrey 1991, Frances Kirwan 1984, Peter Kronheimer 1986, Ruth Lawrence 1989, George Lusztig 1971, Jack Morava 1968, Michael Murray 1983, Peter Newstead 1966, Ian R. Porteous 1961, John Roe 1985, Brian Sanderson 1963, Rolph Schwarzenberger 1960, Graeme Segal 1967, David Tall 1966, et Graham White 1982.
Parmi les mathématiciens contemporains ayant influencé Atiyah sont Roger Penrose, Lars Hörmander, Alain Connes et Jean-Michel Bismut. Atiyah a déclaré que le mathématicien qu'il admirait le plus était Hermann Weyl, et que ses mathématiciens préférés d'avant le XXe siècle étaient Bernhard Riemann et William Rowan Hamilton.
Les sept volumes des documents rassemblés d'Atiyah comprennent la plupart de ses travaux, à l'exception de son manuel d'algèbre commutative ; les cinq premiers volumes sont divisés par thème et les sixième et septième par date.

### Géométrie algébrique (1952–1958)

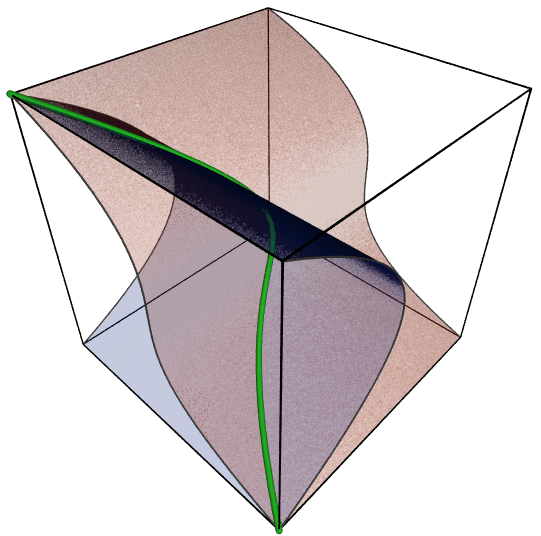
Une courbe cubique gauche, sujet du premier article d'Atiyah.

Les premiers travaux de Atiyah sont consacrés à la géométrie algébrique. Encore étudiant, Atiyah s’intéresse à la géométrie projective classique et son premier article est une courte note sur la cubique gauche. En 1954, il gagne le prix Smith pour une approche en termes de faisceaux des surfaces réglées. Ce prix encourage d’ailleurs Atiyah à poursuivre en mathématiques, plutôt que se consacrer à d’autres sujets qui l’intéressent alors, l'architecture et l'archéologie.
Dans sa thèse, sous la direction de WVD Hodge, Atiyah développe une approche en termes de faisceaux de la théorie de Solomon Lefschetz sur les intégrales de deuxième espèce des variétés algébriques. Il la soutient en 1955, sous le titre : Some Applications of Topological Methods in Algebraic Geometry (Quelques applications des méthodes topologiques en géométrie algébrique). Il est alors invité pour un an à l’Institute for Advanced Study de Princeton. Pendant son séjour à Princeton, il classifie les fibrés vectoriels sur une courbe elliptique — une extension de la classification par Alexandre Grothendieck des fibrés sur une courbe de genre 0 : Atiyah montre que tout fibré vectoriel est somme de fibrés indécomposables, de manière essentiellement unique, puis que l’espace des fibrés de dimension positive et de degré donné s’identifie avec la courbe elliptique de base. Il étudie aussi les points doubles sur les surfaces et donne le premier exemple d’une transformation birationnelle des variétés algébriques de dimension 3 qui sera ensuite fondamentale pour le travail de Shigefumi Mori sur les modèles minimaux de ces variétés.

### K-théorie (1959–1974)
Les travaux d'Atiyah sur la K-théorie sont reproduits dans le volume 2 de ses œuvres rassemblées,.
L'exemple non trivial le plus simple d'un faisceau de vecteurs est le ruban de Möbius (illustrée à droite) : une bande de papier avec une torsion, qui représente un fibré de vecteurs de rang 1 sur un cercle (le cercle en question étant la ligne centrale de la bande de Möbius). La K-théorie est un outil permettant de généraliser cet exemple en dimensions supérieures, ou en d'autres termes de décrire des torsions en plus grande dimension : les éléments du K-groupe d'un espace sont représentés par des faisceaux de vecteurs sur cet espace, de sorte que la bande de Möbius représente un élément du K-groupe d'un cercle.
La K-théorie topologique a été découverte par Atiyah et Friedrich Hirzebruchqui ont été inspirés par la preuve de Grothendieck du théorème de Grothendieck-Riemann-Roch et les travaux de Bott sur le théorème de périodicité. Cet article ne concernait que le K-groupe de degré 0 ; ils l'ont étendu peu après aux K-groupes de tous les degrés<, donnant le premier exemple (non trivial) d'une théorie de la cohomologie généralisée (en).
Plusieurs résultats ont montré que la K-théorie nouvellement introduite était d'une certaine manière plus puissante que la théorie cohomologique ordinaire. Atiyah et Todd ont utilisé la K-théorie pour améliorer les limites inférieures trouvées en utilisant la cohomologie ordinaire par Borel et Serre pour le nombre de James, décrivant quand une carte d'une variété de Stiefel complexe à une sphère a une section transversale. (Adams et Grant-Walker ont montré plus tard que la limite trouvée par Atiyah et Todd était la meilleure possible). Atiyah et Hirzebruch ont utilisé la K-théorie pour expliquer certaines relations entre les opérations de Steenrod (en) et les classes de Todd que Hirzebruch avait remarquées quelques années auparavant. La solution originale du problème de l'invariant de Hopf par J. F. Adams était longue et compliquée, utilisant des opérations de cohomologie secondaires. Atiyah a montré comment les opérations primaires de la K-théorie pouvaient être utilisées pour donner une solution courte ne prenant que quelques lignes, et dans un travail commun avec Adams a également prouvé des analogues du résultat pour les nombres premiers impairs.

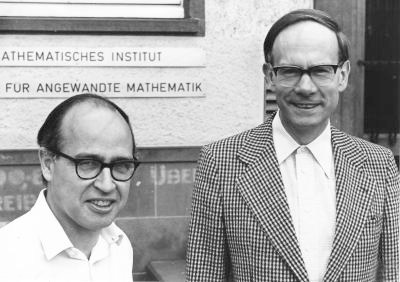
Michael Atiyah et Friedrich Hirzebruch (à droite), créateurs de la K-théorie.

La suite spectrale d'Atiyah-Hirzebruch relie la cohomologie ordinaire d'un espace à sa théorie de cohomologie généralisée (Atiyah et Hirzebruch ont utilisé le cas de la K-théorie, mais leur méthode fonctionne pour toutes les théories de cohomologie).
Atiyah a montré que pour un groupe fini G, la K-théorie de son espace classificateur, BG, est isomorphe à la complétion de son anneau de caractères :
{\displaystyle K(BG)\cong R(G)^{\wedge }.}
La même année ils ont prouvé le résultat pour G tout groupe de Lie compact connexe. Bien que le résultat ait pu être étendu à tous les groupes de Lie compacts en incorporant des résultats de la thèse de Graeme Segal, cette extension était compliquée. Cependant, une preuve plus simple et plus générale a été produite en introduisant la K-théorie équivariante, c'est-à-dire les classes d'équivalence des faisceaux de vecteurs G sur un espace compact GX.
Il définit de nouvelles théories d'homologie et de cohomologie généralisées appelées bordisme et cobordisme, et a souligné que de nombreux résultats profonds sur le cobordisme des manifolds trouvés par René Thom, C. T. C. Wall, et d'autres pouvaient être appliqués à l'homologie et à la cohomologie. Wall et d'autres pourraient être naturellement réinterprétés comme des déclarations sur ces théories de cohomologie. Certaines de ces théories de cohomologie, en particulier le cobordisme complexe, se sont révélées être certaines des théories de cohomologie les plus puissantes que l'on connaisse.
Il introduisit le J-groupe (en) J(X) d'un complexe fini X, défini comme le groupe des classes d'équivalence d'homotopie de fibres stables des fibrés de sphères ; ceci fut plus tard étudié en détail par J. F. Adams dans une série d'articles, menant à la conjectures d'Adams (en).
Avec Hirzebruch, il a étendu le théorème de Grothendieck-Riemann-Roch aux plongements analytiques, et dans un article connexe ils ont montré que la conjecture de Hodge pour la cohomologie intégrale est fausse. La conjecture de Hodge pour la cohomologie rationnelle est, en 2008, un problème majeur non résolu.
Le théorème de périodicité de Bott (en) est un thème central dans le travail d'Atiyah sur la K-théorie, et il y est revenu à plusieurs reprises, retravaillant la preuve plusieurs fois pour mieux la comprendre. Avec Bott, il a élaboré une preuve élémentaire, et en a donné une autre version dans son livre. Avec Bott et Shapiro, il a analysé la relation entre la périodicité de Bott et la périodicité des algèbres de Clifford ; bien que cet article ne contienne pas de preuve du théorème de périodicité, une preuve similaire a été trouvée peu de temps après par R. Wood. Atiyah a trouvé une preuve de plusieurs généralisations utilisant des opérateurs elliptiques cette nouvelle preuve utilisait une idée qu'il avait utilisée pour donner une preuve particulièrement courte et facile du théorème de périodicité original de Bott.

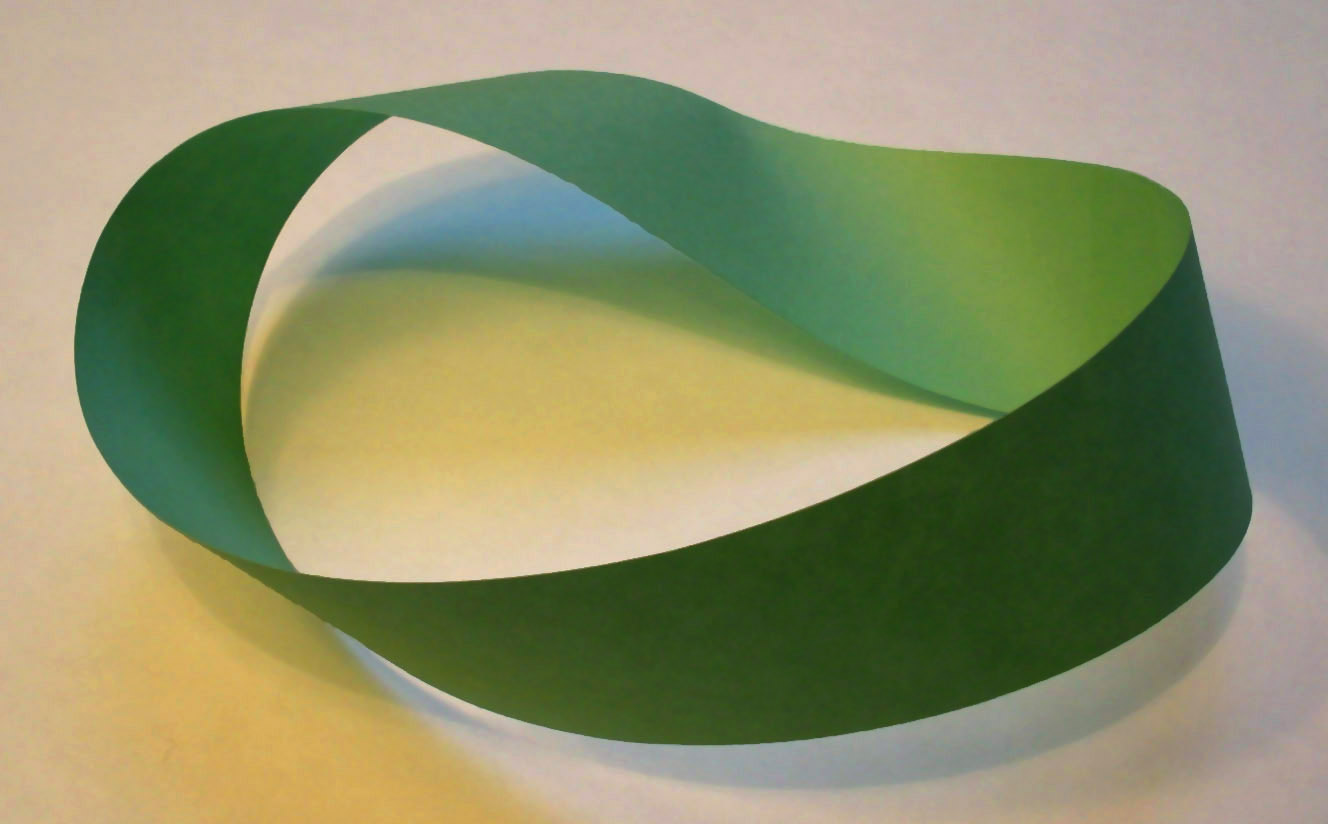
Le ruban de Möbius est l'exemple non trivial le plus simple d'un fibré vectoriel.

### Théorie de l'indice (1963–1984)
Les travaux d'Atiyah sur la théorie de l'indice sont reproduits dans les volumes 3 et 4 de ses œuvres rassemblées,.

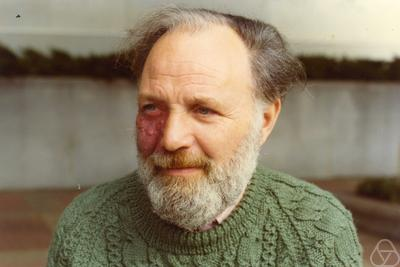
Isadore Singer (in 1977), qui a travaillé avec Atiyah sur le théorème de l'indice.

L'indice d'un opérateur différentiel est étroitement lié au nombre de solutions indépendantes (plus précisément, il s'agit de la différence des nombres de solutions indépendantes de l'opérateur différentiel et de son adjoint). De nombreux problèmes mathématiques difficiles et fondamentaux peuvent facilement être ramenés au problème de la recherche du nombre de solutions indépendantes d'un opérateur différentiel, de sorte que si l'on dispose d'un moyen de trouver l'indice d'un opérateur différentiel, ces problèmes peuvent souvent être résolus. C'est ce que fait le théorème de l'indice d'Atiyah-Singer : il donne une formule pour l'indice de certains opérateurs différentiels, en termes d'invariants topologiques qui semblent assez compliqués mais qui, en pratique, sont généralement simples à calculer.
Plusieurs théorèmes profonds, tels que le théorème de Hirzebruch-Riemann-Roch, sont des cas particuliers du théorème de l'indice d'Atiyah-Singer. En fait, le théorème d'indexation donne un résultat plus puissant, car sa preuve s'applique à toutes les variétés complexes compactes, alors que la preuve de Hirzebruch ne fonctionne que pour les variétés projectives. Ce théorème a de nombreux corollaire : une application typique est le calcul des dimensions des espaces de modules des instantons. Le théorème de l'indice peut aussi être appliqué « à l'envers » : l'indice est évidemment un entier, donc la formule pour l'indice doit aussi donner un entier, ce qui donne parfois des conditions d'intégralité subtiles sur les invariants des variétés. Un exemple typique est le théorème de Rochlin (en), qui découle du théorème de l'indice.
Le théorème d'Atiyah-Singer apparait pour la première fois dans leur article de 1963. La preuve esquissée dans cette annonce a été inspirée par la preuve de Hirzebruch du théorème de Hirzebruch-Riemann-Roch et n'a jamais été publiée par eux, bien qu'elle soit décrite dans le livre de Palais. Leur première preuve publiée était plus similaire à la preuve de Grothendieck du théorème de Grothendieck-Riemann-Roch, remplaçant la théorie du cobordisme de la première démonstration par la K-théorie, et ils ont utilisé cette approche pour donner des preuves de diverses généralisations dans une série d'articles de 1968 à 1971.
Au lieu d'un seul opérateur elliptique, on peut considérer une famille d'opérateurs elliptiques paramétrés par un espace Y. Dans ce cas, l'indice est un élément de la K-théorie de Y, plutôt qu'un entier. Si les opérateurs de la famille sont réels, alors l'indice se trouve dans la K-théorie réelle de Y. Cela donne une information supplémentaire, car la carte de la K-théorie réelle de Y vers la K-théorie complexe n'est pas toujours injective.

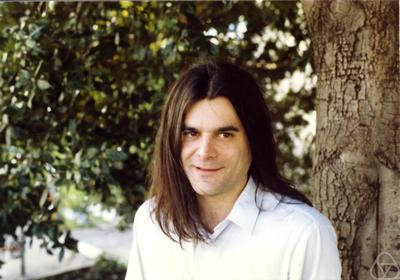
L'ancien étudiant d'Atiyah, Graeme Segal (en 1982), qui a travaillé avec Atiyah sur la K-théorie équivariante.

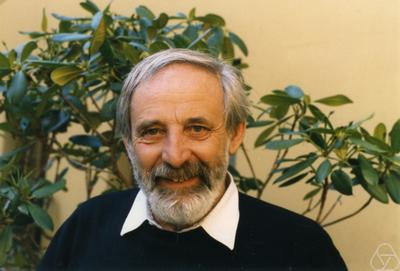
Raoul Bott, qui a travaillé avec Atiyah sur les formules de point fixe et sur plusieurs autres sujets.

Avec Bott, Atiyah a trouvé un analogue de la formule du point fixe de Lefschetz (en) pour les opérateurs elliptiques, donnant le nombre de Lefschetz d'un endomorphisme d'un complexe elliptique (en) en termes d'une somme sur les points fixes de l'endomorphisme. Comme cas particulier, leur formule incluait la formule du caractère de Weyl, et plusieurs nouveaux résultats sur les courbes elliptiques à multiplication complexe, dont certains ont été initialement rejetés par les experts.
Atiyah a résolu un problème posé indépendamment par Hörmander et Gel'fand, à savoir si les puissances complexes des fonctions analytiques définissent distributions. Atiyah a utilisé la résolution des singularités de Hironaka pour répondre par l'affirmative. Une solution ingénieuse et élémentaire a été trouvée à peu près au même moment par J. Bernstein.
Atiyah, Bott et Vijay K. Patodi ont donné une nouvelle preuve du théorème de l'indice en utilisant l'équation de la chaleur.

### Théorie de jauge (1977–1985)
Un grand nombre de ses articles sur la théorie de jauge et les sujets connexes sont réimprimés dans le volume 5 de ses œuvres rassemblées. Un thème commun à ces articles est l'étude des espaces de modules des solutions de certaines équations aux dérivées partielles non linéaires, en particulier les équations pour les instantons et les monopôles. Cela implique souvent de trouver une correspondance subtile entre les solutions de deux équations apparemment très différentes. Un des premiers exemples utilisés à plusieurs reprises par Atiyah est la transformée de Penrose (en), qui peut parfois convertir les solutions d'une équation non linéaire sur une variété réelle en solutions d'équations holomorphes linéaires sur une variété complexe différente.
Dans une série d'articles avec plusieurs auteurs, Atiyah a classé tous les instantons sur l'espace euclidien à 4 dimensions. Les travaux d'Atiyah sur les espaces de moduli des instantons ont été utilisés dans les travaux de Donaldson sur la théorie de Donaldson (en).
Les fonctions de Green pour les équations différentielles partielles linéaires permettent, en utilisant la transformée de Fourier, de les convertir en un problème algébrique. Atiyah a utilisé une version non linéaire de cette idée.
Avec Hitchin, il a travaillé sur les monopôles magnétiques, et a étudié leur diffusion en utilisant une idée de Nick Manton. Le thème principal du livre est l'étude d'un espace de modules des monopôles magnétiques ; cet espace a une métrique riemannienne naturelle, et un point clé est que cette métrique est complète et hyperkähler. La métrique est ensuite utilisée pour étudier la diffusion de deux monopôles, en utilisant une suggestion de N. Manton selon laquelle le flux géodésique sur l'espace modules est l'approximation à basse énergie de la diffusion.
Atiyah a montré que les instantons en 4 dimensions peuvent être identifiés à des instantons en 2 dimensions, qui sont beaucoup plus faciles à manipuler. Il y a bien sûr un problème : en passant de 4 à 2 dimensions, le groupe de structure de la théorie de jauge passe d'un groupe de dimension finie à un groupe de boucles de dimension infinie. Cela donne un autre exemple où les espaces de modules des solutions de deux équations différentielles partielles non linéaires apparemment sans rapport se révèlent être essentiellement les mêmes.
Atiyah et Singer ont découvert que les anomalies de la théorie quantique des champs pouvaient être interprétées en termes de théorie de l'indice de l'opérateur de Dirac ; cette idée a ensuite été largement utilisée par les physiciens.

### Travaux plus tardifs  (1986–2019)
De nombreux articles du 6e volume de ses œuvres sont des enquêtes, des nécrologies et des exposés généraux. Atiyah a continué à publier par la suite, y compris plusieurs enquêtes, un livre populaire, et un autre article avec Segal sur la K-théorie tordue.
Plusieurs de ses articles datant de cette époque étudient les liens entre la théorie quantique des champs, la théorie des nœuds et la théorie de Donaldson. Il introduit le concept de théorie quantique des champs topologique, inspiré par les travaux de Witten et la définition de Segal d'une théorie conforme des champs. Son livre "The Geometry and Physics of Knots" décrit les nouveaux invariants de nœuds trouvés par Vaughan Jones et Edward Witten en termes de théories quantiques topologiques des champs, et son article avec L. Jeffrey explique le lagrangien de Witten en donnant les invariants de Donaldson.
Il a étudié les skyrmions avec Nick Manton, trouvant une relation avec les monopôles magnétiques et les instantons, et donnant une conjecture pour la structure de l'espace moduli de deux skyrmions comme un certain sous-quotient de l'espace projectif complexe de dimensions 3.
Dans ses articles avec M. Hopkins et G. Segal, il revient à son intérêt antérieur pour la K-théorie, décrivant certaines formes tordues de K-théorie avec des applications en physique théorique.
En septembre 2018, il annonce son intention de présenter une démonstration simple de l'hypothèse de Riemann au Heidelberg Laureate Forum (Allemagne). Des mathématiciens interrogés à ce sujet par le New Scientist se sont abstenus de commentaires. Selon le New Scientist, Atiyah a produit dans les dernières années précédant sa déclaration un certain nombre d'articles comportant des assertions remarquables qui n'ont pas convaincu ses collègues.

### Prix et récompenses
Atiyah a reçu le prix Berwick en 1961, la médaille Fields en 1966, la médaille De Morgan en 1980 et la médaille Copley en 1988. En 1989, il est lauréat de la Conférence Forder. En 2004, on lui décerne le prix Abel, conjointement avec Singer avec qui il avait démontré en 1963 le théorème de l'indice. Enfin, en 2010, l' Académie française des sciences lui décerne sa Grande médaille.
Il a été fait Knight Bachelor en 1983.
Michael Atiyah est docteur honoris causa de nombreuses universités : Reading, Helsinski, Salamanque, Montréal, Wales, Liban, Queen's (Canada), Keele, Birmingham, UMIST, Brown, Heriot-Watt, Mexico, Oxford, Hong Kong, The Open University ; université américaine de Beyrouth (2004), York (2005), Harvard (2006), École normale supérieure de Pise (2007), université polytechnique de Catalogne (2008), université de science et de technologie de Hong Kong (2012).

## Ouvrages
- (en) Michael F. Atiyah, Collected works, vol. 1 : Early papers and general papers, The Clarendon Press, Oxford University Press, 1988, 392 p. (ISBN 978-0-19-853275-0, MR 951892, lire en ligne).
- (en) Michael F. Atiyah, Collected works, vol. 2 : K-theory, The Clarendon Press, Oxford University Press, 1988, 854 p. (ISBN 978-0-19-853276-7, MR 951892, lire en ligne).
- (en) Michael F. Atiyah, Collected works, vol. 3 : Index theory 1, The Clarendon Press, Oxford University Press, 1988, 593 p. (ISBN 978-0-19-853277-4, MR 951892, lire en ligne).
- (en) Michael F. Atiyah, Collected works, vol. 4 : Index theory 2, The Clarendon Press, Oxford University Press, 1988, 617 p. (ISBN 978-0-19-853278-1, MR 951892, lire en ligne).
- (en) Michael F. Atiyah, Collected works, vol. 5 : Gauge theories, The Clarendon Press, Oxford University Press, 1988, 712 p. (ISBN 978-0-19-853279-8, MR 951892, lire en ligne).
- (en) Michael F. Atiyah, Collected works, vol. 6, The Clarendon Press, Oxford University Press, 2004, 1064 p. (ISBN 0-19-853099-4).
- (en) Michael F. Atiyah, Collected works, vol. 7 : 2002-2013, The Clarendon Press, Oxford University Press, 2014, 442 p. (ISBN 978-0-19-968926-2, lire en ligne).

- Michael F. Atiyah et Ian G. Macdonald, Introduction to commutative algebra, Addison-Wesley Publishing Co., Reading, Mass.-London-Don Mills, Ont., 1969 (MR 0242802). A classic textbook covering standard commutative algebra.
- Michael F. Atiyah, Vector fields on manifolds, Cologne, Westdeutscher Verlag, coll. « Arbeitsgemeinschaft für Forschung des Landes Nordrhein-Westfalen, Heft 200 », 1970 (MR 0263102). Reprinted as Atiyah 1988, vol.2, art.50.
- Michael F. Atiyah, Elliptic operators and compact groups, Berlin, New York, Springer-Verlag, coll. « Lecture Notes in Mathematics, Vol. 401 », 1974 (MR 0482866). Reprinted as Atiyah 1988, vol.3, art.78.
- Michael F. Atiyah, Geometry of Yang–Mills fields, Scuola Normale Superiore Pisa, Pisa, 1979 (MR 554924). Reprinted as Atiyah 1988, vol.5, art.99.
- Michael F. Atiyah et Nigel Hitchin, The geometry and dynamics of magnetic monopoles, Princeton University Press, coll. « M. B. Porter Lectures », 1988 (ISBN 978-0-691-08480-0, DOI 10.1515/9781400859306, MR 934202). Reprinted as [83].

- Michael F. Atiyah, Daniel Iagolnitzer et Chitat Chong, Fields Medallists' Lectures (3rd Edition), World Scientific, 2015 (ISBN 978-981-4696-18-0, DOI 10.1142/9652).

### Sélection de travaux
- Michael F. Atiyah, « Characters and cohomology of finite groups », Inst. Hautes Études Sci. Publ. Math., vol. 9,‎ 1961, p. 23–64 (DOI 10.1007/BF02698718, S2CID 54764252, lire en ligne).
- Michael F. Atiyah et Friedrich Hirzebruch, « Vector bundles and homogeneous spaces », Proc. Sympos. Pure Math. AMS, vol. 3,‎ 1961, p. 7–38 (ISBN 9780821814031, DOI 10.1090/pspum/003/0139181).
- Michael F. Atiyah et Graeme B. Segal, « Equivariant K-Theory and Completion », Journal of Differential Geometry, vol. 3, nos 1–2,‎ 1969, p. 1–18 (DOI 10.4310/jdg/1214428815 ).
- Michael F. Atiyah, « Elliptic operators, discrete groups and von Neumann algebras », dans Colloque "Analyse et Topologie" en l'Honneur de Henri Cartan (Orsay, 1974), vol. 32–33, Soc. Math. France, Paris, coll. « Asterisque », 1976, 43–72 p. (MR 0420729). Formulation de la conjecture d'Atiyah sur la rationalité des nombres de L2-Betti.
- Michael F. Atiyah et Isadore M. Singer, « The Index of Elliptic Operators on Compact Manifolds », Bull. Amer. Math. Soc., vol. 69, no 3,‎ 1963, p. 322–433 (DOI 10.1090/S0002-9904-1963-10957-X ).
- Michael F. Atiyah et Isadore M. Singer, « The Index of Elliptic Operators I », Annals of Mathematics, vol. 87, no 3,‎ 1968a, p. 484–530 (DOI 10.2307/1970715, JSTOR 1970715).
- Michael F. Atiyah et Graeme B. Segal, « The Index of Elliptic Operators: II », Annals of Mathematics, vol. 87, no 3,‎ 1968, p. 531–545 (DOI 10.2307/1970716, JSTOR 1970716).
- Michael F. Atiyah et Isadore M. Singer, « The Index of Elliptic Operators III », Annals of Mathematics, vol. 87, no 3,‎ 1968b, p. 546–604 (DOI 10.2307/1970717, JSTOR 1970717).
- Michael F. Atiyah et Isadore M. Singer, « The Index of Elliptic Operators IV », Annals of Mathematics, vol. 93, no 1,‎ 1971, p. 119–138 (DOI 10.2307/1970756, JSTOR 1970756)
- Michael F. Atiyah et Isadore M. Singer, « The Index of Elliptic Operators V », Annals of Mathematics, vol. 93, no 1,‎ 1971, p. 139–149 (DOI 10.2307/1970757, JSTOR 1970757).
- Michael F. Atiyah et Raoul Bott, « A Lefschetz Fixed Point Formula for Elliptic Differential Operators », Bull. Am. Math. Soc., vol. 72, no 2,‎ 1966, p. 245–50 (DOI 10.1090/S0002-9904-1966-11483-0 ).
- Michael F. Atiyah et Raoul Bott, « A Lefschetz Fixed Point Formula for Elliptic Complexes: I », Annals of Mathematics, vol. 86, no 2,‎ 1967, p. 374–407 (DOI 10.2307/1970694, JSTOR 1970694)
- Michael F. Atiyah, Raoul Bott et Vijay K. Patodi, « On the heat equation and the index theorem », Invent. Math., vol. 19, no 4,‎ 1973, p. 279–330 (DOI 10.1007/BF01425417, Bibcode 1973InMat..19..279A, MR 0650828, S2CID 115700319, lire en ligne); Atiyah, Michael F., R. Bott et V. K. Patodi, Errata, vol. 28, 1975, 277–280 p. (DOI 10.1007/BF01425562 , Bibcode 1975InMat..28..277A, MR 0650829), chap. 3
- Michael F. Atiyah et Wilfried Schmid, « A geometric construction of the discrete series for semisimple Lie groups », Invent. Math., vol. 42,‎ 1977, p. 1–62 (DOI 10.1007/BF01389783, Bibcode 1977InMat..42....1A, MR 0463358, S2CID 189831012); Atiyah, Michael F. et Wilfried Schmid, Erratum, vol. 54, 1979, 189–192 p. (DOI 10.1007/BF01408936 , Bibcode 1979InMat..54..189A, MR 0550183), chap. 2.
- Michael Atiyah, Edinburgh Lectures on Geometry, Analysis and Physics, 2010 (Bibcode 2010arXiv1009.4827A, arXiv 1009.4827v1)